# Liu Zhicai
Liu Zhicai (刘志才S, Liu ZhicaiP; 20 ottobre 1954) è un ex calciatore cinese, di ruolo difensore.

## Carriera

### Club
Ha giocato nella prima divisione cinese.

### Nazionale
Ha rappresentato la nazionale cinese alla Coppa d'Asia nel 1980.

## Palmarès

### Club

#### Competizioni nazionali
- Campionato cinese: 3

Bayi: 1974, 1977, 1981
- Coppa della Regina: 1

Bayi: 1979